# Gongora boracayanensis
Gongora boracayanensis là một loài thực vật có hoa trong họ Lan. Loài này được Jenny, Dalström & W.E.Higgins mô tả khoa học đầu tiên năm 2007.